# 금발의 제니 (애니메이션)
《금발의 제니(金髮-)》(일본어: 風の中の少女・金髪のジェニー)는 원제가 《바람 속의 소녀・금발의 제니》로 이시모리 시로(石森史郞)의 원작을 1992년에 니혼(日本) 애니메이션과 TV 도쿄에서 애니메이션으로 제작하여 TV 도쿄에서 방영한 일본의 애니메이션이다. 대한민국에서는 MBC에서 1993년 10월 18일부터 1994년 4월 19일까지 방영되었다.

## 특색
이 애니메이션은 미국의 작곡가 스티븐 포스터와 그의 아내가 된 제니의 소년기를 약간의 각색을 더해서 다루고 있는 작품이다.
- 전임자 "축구왕 슛돌이"와 마찬가지로, TV 도쿄에서 목요일에 개최 된 세계명작극장의 자매편. 이 시리즈는 음악와 스포츠 등 특정 분야에 중점을두고 있으며, 가정 방향을 지향하는 후지 TV의 세계명작극장과는 취향이 다르다.
- 음악 애니메이션 중에서도 유명한 작곡가의 어린 시절을 그린 작품. 따라서, "음악"이외에 "전기 (문학)"라는 장르도 참가한다.
- 본작이 방송 된시기는 J 리그 붐 (1993년 5월 15일 개막)의 한중간. 발족 당시의 J 리그에 소속 된 브라질 선수들이 출세 한 것과는 반대로, 본작과 같은 "멀리서 이국을 바라 보는" 애니메이션 작품은 몰락했다. 후지 TV의 세계명작극장의 종료는 본작의 마지막 회에서 3년 반 후의 1997년 3월 23일.
- 일본보다 이탈리아에서 인기가 높았던 작품.

## 줄거리

### 로렌스빌편
1838년 미국 펜실베이니아주 로렌스빌. 제니와 스티븐, 그리고 흑인 아이 빌은 소꿉 친구이다. 그러나 제니의 어머니 안젤라가 심장병으로 갑자기 타계한 뒤 실업가의 딸 다이애나씨가 뉴욕에서 오고, 제니의 아버지 프레디는 결국 다이애나씨와 재혼하게 된다. 이후 스티븐은 법률공부를 위해 뉴욕으로 떠나게 되고, 곧이어 제니도 아버지처럼 의사가 되려고 뉴욕으로 간다.

### 여학원편
1839년 9월 10일 제니는 뉴욕에 도착, 세인트마리아 여학원에 입학한다. 그러나 학교는 너무나 규율이 엄격하였고, 학생들의 자율을 존중하던 안나마리 선생도 퇴직하고 만다. 그러나 규율을 중시하던 가란드 선생이 퇴직 위기에 처하자 제니는 가란드 선생을 변호해 주었고, 그 후로는 여학원의 학생들도 자유를 누리게 된다.

### 모험여행편
1840년 여름방학, 제니는 고향 로렌스빌로 돌아가려 했으나 도둑들에게 붙들리게 된다. 소도둑 일당으로부터도 추격을 당한 제니와 스티븐, 빌 일행은 가까스로 탈출하게 되지만, 고향으로부터 너무 멀리 지나쳐 버렸다. 고향 로렌스빌로 돌아가는 길에 여러 가지 일을 겪게 되고, 결국 빌은 악단에 가입하게 되어 제니와 스티븐과 헤어지게 된다.

### 고아원편
1842년 10월, 제니는 의료실습을 위해 이리 호수 근처의 톨레도 마을의 병원에 가게 된다. 그러나 그 병원의 의사인 제이슨은 돈을 밝히는 사람이었다. 제니는 제이슨의 책략으로 몸이 약한 콘래드 수녀의 고아원을 잠깐 봐주기로 한다. 고아원 아이들은 처음에는 제니를 잘 따르지 않았으나, 점차 제니와 친해지게 된다. 이후 스티븐은 작곡가가 되겠다고 결심하고 고아원에 있는 제니를 찾아오게 된다. 결국 제니와 스티븐은 결혼하게 된다는 나레이션으로 끝을 맺는다.

## 주요 캐릭터
주요 삼인조
- 제니 맥도웰 (성우: 호리에 미츠코)

실존인물. 활발한 성격의 금발머리 소녀로 물구나무서기를 자주 한다. 어머니의 사망으로 그녀는 의사가 되겠다고 결심한다.
- 스티븐 포스터 (성우: 후지타 토시코)

'미국 민요의 아버지'라고 불리는 사람. 애니메이션은 그의 소년기를 다루고 있으며, 애니메이션에는 그의 눈으로 본 제니가 그려져 있다.
- 빌 (성우: 키쿠치 마사미)

제니와 스티븐의 소꿉친구. 제니네 집 하인의 아들이다. 후에는 악단 '스윙 콰르테토'에 가입하게 된다.
다른 사람
- 프레디 - 제니의 父
- 안젤라 - 제니의 母
- 다이애나 - 제니의 새엄마
- 빅죠 - 빌의 父
- 마미 - 빌의 母
- 로버트 - 로렌스빌 시장의 아들
- 폴라, 메리 - 제니의 고향 친구
- 가란드 선생 - 세인트마리아 여학원의 학생주임
- 안나마리 선생 - 세인트마리아 여학원의 교사
- 베티, 캐시, 모라, 칸나, 낸시, 로자, 크리스, 에미, 줄리아 - 세인트마리아 여학원의 여학생들
- 제이슨 - 톨레도 병원의 의사
- 딕 - 제이슨의 연적
- 콘래드 수녀
- 도로시, 베시, 미셸, 잭, 토미, 샘 - 고아원 아이들

## 한국판 성우진 (MBC)
- 성유진 - 제니
- 박영남 - 스티븐
- 정옥주 - 빌
- 윤소라 - 다이애나
- 이종혁
- 이인성
- 정희선
- 이우신
- 김기현
- 김수희
- 박영희
- 김혜경
- 황미영
- 홍승옥 - 마미(빌의 어머니)
- 한영숙
- 권혁수 - 로버트
- 조예신
- 정소영
- 이승현
- 배주영 - 베티

## 방영 에피소드
1. 고향 사람들
2. 경마대회
3. 엄마 가지말아요
4. 눈물은 달님 저편에
5. 기차를 타고온 손님
6. 아빠의 약속
7. 뜻밖의 선물
8. 다이아나의 수수깨끼
9. 우정의 손길
10. 외톨이가 된 밤
11. 아빠의 결심
12. 새로운 출발
13. 우정
14. 헬렌이 남긴 선물
15. 안녕 스티븐
16. 투통의 편지
17. 잘있거라 로렌스빌이여
18. 뉴욕에서의 첫날
19. 즐거운 일요일
20. 안나마리 선생님
21. 사라진 금시계
22. 깨어진 우정
23. 나타난 목격자
24. 크리스마스에 생긴일
25. 악마 대소동
26. 되찾은 승리
27. 이상한 줄리아
28. 줄리아의 비밀
29. 어쩐지 어른이 된것 같은 느낌
30. 여름방학의 모험
31. 제니의 위기
32. 목숨을 건 대탈출
33. 떠돌이 약장수
34. 인디언의 보물지도
35. 진정한 의사의 길
36. 진정한 외침
37. 내마음의 멜로디
38. 15살의 제니
39. 차가운 눈동자의 천사들
40. 한잔의 선의
41. 선생님 기운내세요
42. 노래하는 천사들
43. 셀리의 외로움
44. 첫 만찬회
45. 진정한 사랑의 약속
46. 화오리바람
47. 흔들리는 스티븐
48. 바람의 하모니(최종회)

## 같이 보기
- 키다리 아저씨 (애니메이션)
- 축구왕 슛돌이

## 관련 기사
- 세계명작극장
- 축구왕 슛돌이 : 본작과 같이 TV 도쿄에서 방송 된 세계명작극장의 자매편.